# エドガー・ダーヴィッツ
- エドガー・ダービッツ

エドガー・スティーヴン・ダーヴィッツ（Edgar Steven Davids, 1973年3月13日 - ）は、オランダの元サッカー選手、サッカー指導者。ポジションはMF（アンカー）。元オランダ代表。

## クラブ経歴
アムステルダムにあるアヤックスの下部組織、アヤックス・アカデミーを経た後、1991-92シーズンデビュー。
1994-95シーズンにはパトリック・クライファート、ヤリ・リトマネン（フィンランド代表）等と共に20歳の若さで、ACミランを下しUEFAチャンピオンズリーグを制覇する。その後トヨタカップにも訪日、グレミオをPK戦の末下して優勝した。翌年のUEFAチャンピオンズリーグも決勝まで勝ち進んだが、ユベントスに敗れた。
その活躍が認められ1996年にはイタリア、セリエAのビッグクラブ、ACミランに移籍。入団1年目は15試合に出場。2年目は開幕直後にペルージャ戦でGKと交錯して骨折した。その後、1997年にミラン首脳陣との確執を理由に、シーズン半ばに同セリエAのユヴェントスに移籍した。
1997-98シーズン途中加入ながらスクデット（当時25回目）に多大な貢献をしてチームメイトの皆が信頼を寄せた。
1999年、 ワールドサッカー誌の20世紀の偉大なサッカー選手100人で81位に選出された。2000年には薬物使用（筋肉増強剤ナンドロロン）に引っかかり出場停止となってしまう。本人は「緑内障の治療薬に含まれる成分が原因」とコメントしているがオランダ代表だったフランク・デ・ブールも同時期に同様の薬を服用したとして出場停止処分を受けている。
ユヴェントスとの契約は2001年までの予定であった。しかしながら、2004年6月まで延長となる。この契約更新後、両者の関係は悪化していく。CLでのアーセナル戦において、当時監督のマルチェロ・リッピが彼を休養させる為、クロアチア代表でもあるイゴール・トゥドールを起用すると、この起用策に怒りを露わにした彼は生中継中のカメラに「ゲームに出さないなら、チームを俺は離れるだけだ！！」とぶちまけた。これにユヴェントス首脳陣はダービッツに多額の罰金を科し、関係はますます悪化した。
2002年、ダーヴィッツはローマにもラブコールを送っているなどともささやかれた。ローマは高く彼を評価し、一時は移籍も話に出たがモッジGMはそうはさせず白紙となる。2003-04シーズンはブレシアから、若手のガーナ人、ステファン・アッピアーの入団によりポジションを奪われ、プレーするのは重要度の低い試合ばかりとなる。プレミアシップの強豪、チェルシーの大物会長ロマン・アブラモビッチからの多額のオファーもあったが、彼は首を縦に振らなかった。
一方、当時の代表監督ディック・アドフォカートはアヤックス時代エドガーが共にプレーしたこともある、FCバルセロナの監督のフランク・ライカールトにレンタルという名案を提案する。これを首脳陣も快く納得しスペイン、リーガ・エスパニョーラのFCバルセロナへと新天地も求めた。こうして2004年1月11日に正式に移籍が発表される。これでダーヴィッツはEUROまでの十分な環境を手に入れた。これは両チームにおいても効果的であったことは間違いない。1月17日、アスレティック・ビルバオ戦（結果1-1）にデビュー。ダービッツの加入によってバルセロナの中盤の守備がしっかり安定し、不振に苦しむチームをリーグ2位に押し上げる最大の原動力となった。
その後2004年7月、シーズン終了後に大量補強をにらんだイタリア、セリエAのインテルへ完全移籍、その戦場を移す事となる。しかし、序盤戦はスタメン出場をしたものの、徐々に戦術の関係で出場機会は少なくなり、同ポジションの豊富な選手層もそれに追い討ちをかけた。次第にマンチーニ監督との関係も悪化し、インテルを退団。2005年にイングランドのトットナムに移籍した。入団一年目はトットナムの好成績を後押しする形での貢献をしたが、2年目になると、コートジボワール代表で“パスマイスター”の異名を持つディディエ・ゾコラの入団、台頭もあって出場機会が減少。そのこともあってか、出場機会を求め、2007年1月に古巣アヤックスへ11年ぶりに復帰した。2007-08シーズン開幕前のプレーシーズンマッチゴー・アヘッド・イーグルス戦にプロテクターを付けずに出場、案の定左足脛骨を骨折し長期の離脱を余儀なくされた。2008年6月にアヤックスからリリースされ、約2年間のブランクを経て2010年8月にイングランド、フットボールリーグ・チャンピオンシップのクリスタル・パレスへ移籍するも、同年11月に退団した。
2012年10月、フットボールリーグ2のバーネットFCに選手兼任監督として加入すると発表された。
2013年12月28日に行われたソールズベリー・シティFC戦で2枚目のイエローカードを受けて退場処分、試合後審判への不満から現役引退を表明した。
2021年1月4日、SCオリャネンセの監督に就任した。しかし、7か月後に解任となった。

## 代表経歴
オランダ代表としては1994年4月20日に行われたアイルランド代表との国際親善試合でデビュー。
1998年のフランスワールドカップでは6試合に出場、決勝トーナメント1回戦ユーゴスラビア代表戦では試合終了間際にミドルシュートを叩き込み勝利に貢献した。
EURO2000にもフランク・ライカールト監督に率いられて全試合に出場しベスト4進出に貢献した。
しかし、ルイス・ファン・ハール監督に率いられた2002年W杯欧州予選ではチームの低迷（ファン・ニステルローイの離脱等）からその姿を日本、韓国に現すことは出来なかった。
2004年EURO2004 ポルトガル大会では、準決勝ポルトガル戦まで駒を進めた。その後、代表監督ディック・アドフォカートが退任しマルコ・ファン・バステンが代表監督に就任。彼はエドガーを代表キャプテンに指名したが、インテルでの出場機会の激減により、2005年10月12日に行われた2006 FIFAワールドカップ・予選のマケドニア代表戦を最後に代表から遠ざかった。また、2006年ワールドカップでは、代表候補まで選ばれたが、最後に落選して出場することはなかった。

## 人物
国籍はオランダであるが、生まれは南米のスリナム共和国。代表のチームメイトでもあるクラレンス・セードルフやジミー・フロイド・ハッセルバインクも同国出身である。
2000年、左目に緑内障を発症し失明の危険もあったが、手術により克服し特殊防護ゴーグルを着用することとなった。そのゴーグルは彼のトレードマークとなっている。
FCアウクスブルクに、甥のロレンゾ・ダーヴィッツが所属している。

## 代表歴

### 出場大会
- オランダ代表
  - UEFA EURO '96 (ベスト8)
  - 1998 FIFAワールドカップ (ベスト4)
  - UEFA EURO 2000 (ベスト4)
  - UEFA EURO 2004 (ベスト4)

### 試合数
- 国際Aマッチ 74試合 6得点（1994年-2005年）[8][3]

| オランダ代表 | 国際Aマッチ | 国際Aマッチ |
| 年           | 出場        | 得点        |
| ------------ | ----------- | ----------- |
| 1994         | 1           | 0           |
| 1995         | 4           | 0           |
| 1996         | 4           | 0           |
| 1997         | 0           | 0           |
| 1998         | 11          | 1           |
| 1999         | 6           | 3           |
| 2000         | 12          | 0           |
| 2001         | 6           | 0           |
| 2002         | 6           | 2           |
| 2003         | 9           | 0           |
| 2004         | 14          | 0           |
| 2005         | 1           | 0           |
| 通算         | 74          | 6           |

## 背番号
- 11（1996年 - 1997年）
- 26（1997年 - 2004年）
- 3（2004年1月 - 5月）
- 5（2005年8月 - 2006年）
- 13（2007年 - 2008年）
- 20（2010年）
- 1（2012年 - 2013年）